# Aire d'attraction de Bollène
L'aire d'attraction de Bollène est un zonage d'étude défini par l'Insee pour caractériser l’influence de la commune de Bollène sur les communes environnantes. Publiée en octobre 2020, elle se substitue à l'aire urbaine de Bollène, qui se composait d'une commune dans le zonage de 2010.

### Carte

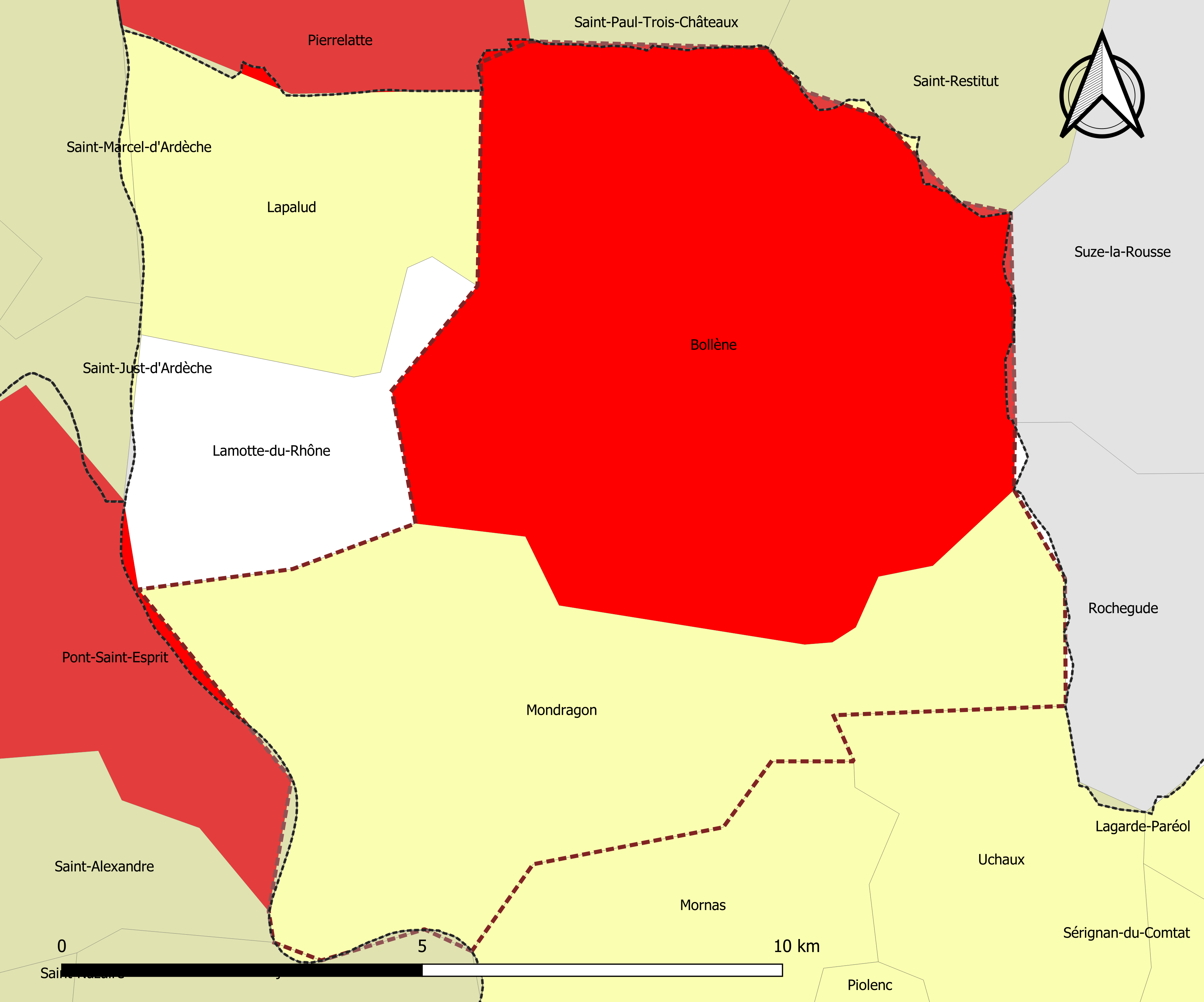
Carte de l'aire d'attraction de Bollène.
Commune-centre
Commune de la couronne

## Définition
L'aire d'attraction d'une ville est composée d’un pôle, défini à partir de critères de population et d’emploi ainsi que d’une couronne constituée des communes dont au moins 15 % des actifs travaillent dans le pôle. Le pôle d’attraction constitue ainsi un point de convergence des déplacements domicile-travail,.

## Géographie
L’aire d'attraction de Bollène est une aire intra-départementale qui comporte 2 communes en Vaucluse. 

### Composition communale
| Nom                      | Code Insee | Département | Statut                 | Superficie (km2) | Population (dernière pop. légale) | Densité (hab./km2) | Modifier                                    |
| ------------------------ | ---------- | ----------- | ---------------------- | ---------------- | --------------------------------- | ------------------ | ------------------------------------------- |
| Bollène (commune-centre) | 84019      | Vaucluse    | commune-centre         | 54,03            | 13 871 (2022)                     | 257                | modifier les données · modifier les données |
| Mondragon                | 84078      | Vaucluse    | commune de la couronne | 40,65            | 3 756 (2022)                      | 92                 | modifier les données · modifier les données |

## Démographie
Cette aire est catégorisée dans les aires de moins de 50 000 habitants, une catégorie qui regroupe 12,2 % de la population au niveau national,.